# 福州左卫
福州左卫是明代至清初的一处卫所。
洪武四年正月庚寅（1371年1月22日）置，治今福州市东北，属福建都指挥使司管辖。清朝康熙五年（1666）废。